# Phaeogenes subuliferus
Phaeogenes subuliferus är en stekelart som beskrevs av Holmgren 1890. Phaeogenes subuliferus ingår i släktet Phaeogenes och familjen brokparasitsteklar. Arten är reproducerande i Sverige. Inga underarter finns listade i Catalogue of Life.